# TX Piscium
TX Piscium (TX Psc / 19 Piscium) es una estrella variable en la constelación de Piscis.
Se encuentra a 760 años luz de distancia del sistema solar.

## Características
TX Piscium es una estrella de carbono de tipo espectral C5II clasificada como gigante luminosa.
Su temperatura superficial es de sólo 3050 K.
En las estrellas de carbono, a diferencia del resto de las estrellas, el carbono es más abundante que el oxígeno y en su espectro aparecen líneas de absorción debidas a compuestos de carbono.
La relación carbono/oxígeno de TX Piscium es 1,027 y en su espectro se observan líneas debidas a carbono molecular, cianógeno (CN), CH, monóxido de carbono (CO) y ácido cianhídrico (HCN), entre otros. Estos compuestos absorben preferentemente la luz azul en el espectro visible por lo que estas estrellas tienen un color rojo muy acentuado.
En el espectro de TX Piscium también aparecen líneas de absorción del elemento tecnecio. Dado que todos los isótopos de este elemento son inestables, su presencia es una prueba de su nucleosíntesis en el interior estelar y su posterior subida a la superficie.
Su luminosidad total es 4700 veces superior a la del Sol.
A partir de la medida de su diámetro angular se puede evaluar su verdadero diámetro, siendo éste 240 veces más grande que el del Sol, lo que equivale a 1,20 UA.
Su metalicidad —abundancia relativa de elementos más pesados que el helio— es semejante a la solar.
TX Piscium se encuentra en estado avanzado de su evolución estelar.
Tiene un núcleo inerte de carbono y está incrementando su luminosidad por segunda vez.
En cuanto a su masa, se sabe que es mayor que la masa solar, pero no se conoce con exactitud.

## Variabilidad
De magnitud aparente media +5,04, TX Piscium muestra una variación de brillo entre magnitud +4,79 y +5,20. Aunque catalogada como una variable irregular, estudios recientes muestran que presenta cierta regularidad, al igual que otras estrellas en su misma situación.